# 육정전기
《육정전기》(중국어 간체자: 陆贞传奇, 정체자: 陸貞傳奇, 병음: Lù zhēn chuán qí 루전촨치[*], 영어: Legend of Lu Zhen 레전드 오브 루전[*])은 중국의 텔레비전 드라마이다. MBC와 중화TV에서 《여상육정》의 제목으로 방송된다.

## 등장 인물
- 자오리잉(赵丽颖) : 육정(陸貞) 역 (성우 - 김서영)
- 천샤오(陈晓) : 고담(高湛) 역 (성우 - 안지환)
- 차오런량(乔任梁) : 고연(高演) 역 (성우 - 김영선)
- 양룽(杨蓉) : 소옥완(蕭玉婉) 역 (성우 - 조현정)
- 장커이(張可頤) : 누청장(婁青薔) 역 (성우 - 최수진)
- 류쉐화(劉雪華) : 누소군(婁昭君) 역 (성우 - 윤소라)
- 장훙(姜鸿) : 왕선(王璇) 역 (성우 - 박소라)
- 우잉제(吳映潔) : 하단낭(何丹娘) 역
- 탕이신(唐艺昕) : 심벽(沈碧) 역
- 리위쉬안(李雨轩) : 심가언(沈嘉彦) 역
- 이의효(李依晓) : 고상(高湘) 역
- 진차오차오(金巧巧) : 두형(杜蘅) 역
- 장카이퉁 : 옥교